# Tibor Balog (ur. 1966)
Tibor Balog (ur. 1 marca 1966 w Kakucs) – węgierski piłkarz występujący na pozycji pomocnika. Trener piłkarski.

## Kariera klubowa
Balog karierę rozpoczynał w 1984 roku w pierwszoligowym zespole MTK-VM Budapeszt. W 1986 roku odszedł do drugoligowego Váci Izzó MTE. W 1987 roku awansował z nim do pierwszej ligi, a w 1988 roku wrócił do MTK-VM. W 1990 roku wywalczył z tym klubem wicemistrzostwo Węgier. W 1993 roku przeszedł do belgijskiego pierwszoligowca, RSC Charleroi, gdzie występował przez 4 lata.
W 1997 roku Balog odszedł do izraelskiego Maccabi Ironi Aszdod z pierwszej ligi. Grał tam przez 1,5 roku, a potem występował w Royalu Antwerp (II liga), Hapoelu Beer Szewa (II liga), RAEC Mons (II liga) oraz RACS Couillet (IV liga). W 2005 roku zakończył karierę.

## Kariera reprezentacyjna
W reprezentacji Węgier Balog zadebiutował 15 listopada 1988 w przegranym 0:3 towarzyskim meczu z Grecją. 17 stycznia 1991 w wygranym 2:1 pojedynku towarzyskiego Nehru Cup z Indiami strzelił swojego pierwszego gola w kadrze. W latach 1988–1997 w drużynie narodowej rozegrał 38 spotkań i zdobył 2 bramki.